# 랑펠로
《랑펠로》(L'EMPEREUR)는 1990년 10월 27일 코에이에서 발매한 PC용 역사 시뮬레이션 게임이다. 1991년 패밀리 컴퓨터으로도 이식되었다. 타이틀인 “랑펠로”는 프랑스어로 황제를 의미한다.
2004년 본 게임을 수록한 코에이 25주년기념 팩 Vol.3로 발매되었고, 현재는 2005년 발매된 코에이 데이반 시리즈로 단독 발매되고 있다. 이식된 기종이 적고, 속편도 제작되지 않았기 때문에 코에이의 다른 작품에 비교하자면 지명도가 떨어진다.
일련의 코에이 역사 SLG 중에서는 보급조건, 전투시 혼란 등 여러 까다로운 조건이 가미되었기 때문에 게임 플레이 대상은 중급자 이상이다.

## 게임의 개요
플레이어는 나폴레옹이 되어 유럽 전체의 패권을 목표로 움직인다. 당시 코에이 작품으로써는 드물게 싱글 플레이 전용이었다. 게임 시작시의 나폴레옹은 프랑스 공화국의 한 도시의 사령관이지만, 공적을 쌓으면서 최고 사령관, 제1 집정, 황제로 점차 지위가 상승하게 된다. 그에 맞추어 권한이 늘어나게 되는 캠페인 스타일의 게임이다. 또, 전투화면에는 지형이 고저차로 표현되어 있는 것 외에도 보병(진지구축, 교량건설 및 파괴), 기병(돌격), 포병(원거리 공격 및 적이 교량에 있을 때 교량파괴 가능)으로 된 유닛마다 각각의 특수 능력이 존재하며, 혼란 발생, 교량 파괴 등 참신한 아이디어가 많이 산재되어 있다. 해전은 단지 육지로의 상륙 여부와 병력의 수치로만 나타나지만, 각 해역에는 보유함선 수에 따라 제해권(制海権)을 장악할 수 있고, 이는 해전에 영향을 주는 요소 중 하나이다. 가령 제해권이 플레이어가 아닌 적국에 있을 때 해로를 통해 적을 공격할 경우, 병력이 적지에 상륙을 못하거나, 상륙을 하더라도 병력의 숫자는 대폭 감소된다.
유럽 전체는 46개의 도시로 구성되어 있고, 전 도시를 점령하는 것이 이 게임의 목표이다. 도시마다 사실에 근거한 특징을 가지고 있다. 예를 들어 산업혁명으로 인해 산업화가 진행 중인 런던은 공업 수치가 높아 대포와 함선의 보유에는 유리해 제해권을 가져오기 쉽지만, 농업 수치가 빈약한 관계로 군량이 부족해 장기전에는 불리하게 된다. 한편, 프랑스의 여러 도시들은 농업의 수치가 높기 때문에 군량이 풍부한 반면, 공업 수치가 낮아 함선을 모으는 데 불리하기 때문에 제해권을 가져오기 어렵다. 실제 역사와 같이 영국으로의 무역을 금지하는 대륙봉쇄가 가능하며 외교가 상황을 좌우하기도 한다.
스페인과 러시아의 도시를 점령하게 되면 스페인의 게릴라전과 러시아의 코사크의 이벤트가 발생하여 자군의 병사수가 줄어들게 된다. 영국과의 해전시에는 트라팔가르 해전 이벤트가 발생하고, 해전에서 패배하여 육지로 상륙을 못한다. 하지만, 이 이벤트후 넬슨이 전사하면, 해로를 통해 육지로 상륙할 수 있다.
아래의 도시는 시나리오 클리어하는 조건과 연관되어 있다.
| - 런던 - 스톡홀름 - 코펜하겐 - 암스테르담 | - 베를린 - 바르샤바 - 페테르부르크 - 모스크바 | - 빈 - 뮌헨 - 파리 - 베니스 | - 로마 - 이스탄불 - 리스본 - 마드리드 |

## 시나리오
승리하는 장군 (1796년 3월)
직책은 사령관으로 부대의 훈련, 도시의 정비와 프랑스 정부에 대한 군비와 자금 요청이 가능하며, 적국으로의 공격도 가능하다. 하지만, 타 지역으로의 이동은 할 수 없다. 시작 도시는 마르세유이다.
프랑스 혁명후 혼란 속에서 공포정치를 펼쳤던 로베스피에르는 처형되었고, 정부내의 혼란과 개혁의 파급을 저지하려는 주변국이 제1차 대프랑스 동맹을 결성하였다. 카를 대공이 이끄는 오스트리아 제국군은 대부대로 프랑스의 동진을 억누르고 있었다. 그러던 중 나폴레옹은 바라스가 이끄는 총재정부로부터 이탈리아 방면 사령관으로 임명되었다.
클리어 조건 : 프랑스의 도시는 9곳이 되어야 한다.
권력으로의 길 (1798년 3월)
직책은 최고 사령관이며 프랑스령 주변 도시를 자유롭게 이동할 수 있는 것을 제외하곤 대부분 사령관 때와 같다. 이벤트 이집트 원정으로 로제타석 발견 후 파리로 돌아와 쿠데타에 의한 제1집정에 오른다. 시작도시는 생말로이다.
오스트리아 대군을 격파하고 밀라노 공략에 성공한 나폴레옹은 그 후에도 진격을 계속하여 로마까지 남하한다. 철저 항전을 주장한 총재정부의 명령을 무시하고 오스트리아와 캄포포르미오 조약을 맺은 일로 총재정부로부터 불만을 사, 영국방면 총사령관으로 부임한다.
클리어 조건 : 프랑스의 도시가 12곳이거나 승리조건 도시 4곳을 점령한다. (숨겨진 이벤트 로제타석 발견도 가능하다.)
혁명의 끝 (1802년 3월)
직책은 제1집정으로 외교와 보급도시 지정권한을 가지게 된다. 시작도시는 파리이다.
이집트로부터 귀환한 나폴레옹은 브뤼메르 18일 쿠데타를 일으켜 총재정부를 타도하고 집정정부를 수립한다. 그리고, 스스로 제1집정에 취임한다. 그 사이 제2차 대프랑스 동맹이 재결성되어 위협을 가하지만, 이탈리아의 제노바를 탈환하고 오스트리아, 영국과 각각 평화조약을 체결한다. 그 결과 국민투표에서 압도적인 지지를 받아 종신 집정에 오를 수 있었다.
클리어 조건 : 프랑스의 도시가 18곳이거나 승리조건 도시 8곳을 점령한다.
나폴레옹 제국의 영광 (1806년 3월)
직책은 황제로 인척이배치된 도시에 한해서 직접 명령을 하달할 수 있다.
1804년 12월 나폴레옹은 국민투표에 의해서 황제로 즉위한다. 영국은 다시금 프랑스에 강경한 자세를 취했고, 오스트리아는 러시아와 합동으로 프랑스를 견제하기 위해 제3차 대프랑스 동맹을 결성한다. 1805년 10월 넬슨이 이끄는 영국해군에게 완패하였지만, 12월 아우스터리츠 전투에서 오스트리아와 러시아 군을 격파하였다. 그리고, 그의 동생들을 나폴리와 네덜란드의 왕위에 즉위시켜 보호국으로 삼았다. 이렇게 해서 850여년의 역사의 신성로마제국은 붕괴하였다.
클리어 조건 : 지도상의 전도시를 점령한다.
엘바섬 탈출 (1815년 3월)
직책은 황제. 프랑스는 세력의 대부분 지역을 잃었고, 나폴리 이외의 주변국과는 적대관계에 놓여있다.
어느 조건을 만족하면 출현하는 숨겨진 시나리오. 1812년 러시아 원정에서 참패한 나폴레옹은 라이프치히 전투에서도 패배하였고, 수도 파리시도 함락되었다. 프랑스 국내에서도 구심점을 잃어 황제의 자리에서 물러난 나폴레옹은 엘바섬으로의 유배형에 처해졌다. 그러나, 빈 회의에서 각국의 영토배분에 있어 난항을 거듭하였고, 나폴레옹은 엘바섬을 탈출하여 프랑스에 상륙, 황제에 다시 복권되었다.
클리어 조건 : 지도상의 전도시를 점령한다.
주석
1. ↑  나폴레옹의 동생들 루이 보나파르트, 제롬 보나파르트, 루시앙 보나파르트, 나폴레옹의 형 조제프 보나파르트와 의붓아들 외젠 드 보아르네
2. ↑  그나마 나폴리의 국왕이 나폴레옹의 여동생의 남편인 조아생 뮈라이기 때문에 적대가 없는 것이다.

## 역사적 묘사
랑펠로는 많은 역사적 요소를 묘사하고 있다. 주변국들의 주요 인물에 국한되지 않고, 많은 프랑스의 장군들과 정치가들이 등장한다. 그리고, 정치가들은 군사 장교로써의 능력은 떨이지지만, 그 밖의 분야에서 능력을 발휘할 수 있다.
그러한 이유로 이 게임에서 카사노바도 등장한다.
게임상에서 프랑스의 상대역인 국가들이 등장하고 상당히 잘 묘사되어 있다. 그 상대국은 나폴리 왕국, 베니스 공화국, 프로이센, 러시아, 영국, 네덜란드, 바이에른 왕국, 스페인, 포르투갈, 오스만 제국, 오스트리아, 덴마크, 스웨덴, 러시아이다.
또, 몇몇 역사적 이벤트도 묘사되어 있다. 대내적으로는 나폴레옹의 이집트 원정, 조세핀과의 이혼, 그리고, 바라스의 총재정부의 전복을 들 수 있고, 대외적으로는 스페인의 게릴라전, 러시아의 코사크, 넬슨의 트라팔가르 해전을 들 수 있다. 그 외의 요소인 역병도 발생해 자국이나 상대국에서 병력과 인구에서 피해를 받는다.

## 등장인물
프랑스
나폴레옹, 마세나, 다부, 네, 술트, 뮈라, 베르나도트, 탈레랑, 푸셰, 베르티에 등
영국
조지 3세, 웰링턴, 피트, 넬슨 등
오스트리아
프란츠 2세, 카를 대공, 메테르니히, 슈바르첸베르크의 왕자 칼 필립 등
프로이센
프리드리히 빌헬름 3세, 블뤼허, 샤른호르스트, 그나이제나우, 클라우제비츠 등
러시아
알렉산드르 1세, 쿠투조프, 바클라이, 바그라티온 등
스페인
고도이 등
나폴리
뮈라 등
스웨덴
페르센 등
오스만 제국
셀림 3세 등